# تجهيز الخامات
تجهيز الخامات، هو العلم الذي يتعامل مع الخامات المستخرجة، بفصلها إلى منتجات ذات قيمه، ونفايه. ويعمل على زيادة نسبة تركيز المعادن ذات القيمة الاقتصادية العاليه في الخام، ومرحلة تجهيز الخامات. أما أن تكون مرحله متوسطه بين الاستخراج من المنجم وإنتاج المنتج النهائي، كما في صناعة الحديد، أو كمرحلة نهائيه تنتج المنتج النهائي المراد مباشرة كصناعة الاسمنت.

## أهمية تجهيز الخامات
1. إمكانية تعدين واستخراج المعادن الفقيره.
2. تقليل الكميات الداخلة على الصهر.
3. تقليل الطاقة المستخدمه في صهر الخام.
4. تقليل تكلفة مصاريف النقل.
5. يتيح لنا فصل المعادن ذات القيمة الاقتصادية العاليه في الخام.

## عمليات تجهز الخامات
1. عمليات رئيسيه مثل الفصل والتركيز.
2. عمليات مساعده مثل عمليات التحجيم ونزع الماء.

## عملية الفصل
فهو عملية فصل جزيئات الخام ذات القيمة الاقتصادية من جزيئات الخام الغير اقتصاديه، وتتم عن طريق الكسارات، والطواحين.

## عملية التركيز
فهو يعتمد على الفصل بالخواص الفيزيائية مثل الفصل المغناطيسي يفصل الخام الي جزيئات مغناطيسيه وجزيئات غير مغناطيسيه وأيضا الفصل بخاصية الجاذبية الأرضية جزيئات ثقيلة وجزيئات خفيفه وغيرها.

## التحجيم
هو فصل الخام إلى احجام مختلفه وتتم عن طريق التصنيف بمساعدة المياه ووعمليات النخل بواسطة مناخل مختلفه.

## نزع المياه
فتتم عن طريق نزع المياه من المنتجات.